# Avaceratops
Avaceratops ("rohatá tvář Avy (Coleové)") byl menší rohatý dinosaurus (ceratopsid), který žil v období svrchní křídy (asi před 77 miliony let, geol. stupeň kampán) na území dnešních USA (souvrství Judith River).

## Rozměry
Původně byl znám podle exemplářů dlouhých asi 2,5 metru, dnes však víme, že šlo o mláďata. Při délce zhruba 4 metry dosahoval hmotnosti kolem 1000 kg.

## Objev a pojmenování
Fosilie tohoto dinosaura byly objeveny na počátku 80. let v Montaně a v roce 1986 byly formálně popsány paleontologem Peterem Dodsonem. Rodové jméno bylo zvoleno podle jména manželky objevitele tohoto dinosaura Eddieho Colea – Ava. Druhové jméno bylo zase zvoleno na počest majitelů pozemku, na kterém byl objev učiněn – rodiny Lammersových.

## Klasifikace
Avaceratops patřil do čeledi Ceratopsidae, infrařádu Ceratopsia. Tito tzv. rohatí dinosauři byly většinou mohutnými čtvernožci s rohy na hlavě, papouščím zobákem a dlouhým krčním límcem. Postavení tohoto zástupce v rámci celé skupiny je nejisté. Byl to malý ceratopsid s pevným límcem, takže mohl být snad předkem populárnějšího příbuzného triceratopse. Podle Penkalskiho a Dodsona (1999) snad tvořil Avaceratops spojující článek mezi dvěma podčeleděmi Centrosaurinae a Ceratopsinae. Nově je tento rod řazen spolu s rody Nasutoceratops, Crittendenceratops, Yehuecauhceratops a Furcatoceratops do kladu (tribu) Nasutoceratopsini.

## Potrava
Stejně jako všichni ostatní rohatí dinosauři, byl i Avaceratops býložravec. Jelikož krytosemenné rostliny byly ještě v tomto období méně hojné než dnes, je možné, že se tento dinosaurus živil spíše relativně hojnými kapradinami, cykasy a jehličnany. Svým silným zobákem byl zřejmě schopen uštipovat i silné větve a výhonky.